# Municipio de Cedarville (Arkansas)
El municipio de Cedarville (en inglés: Cedarville Township) es un municipio ubicado en el condado de Crawford en el estado estadounidense de Arkansas. En el año 2010 tenía una población de 1959 habitantes y una densidad poblacional de 33,57 personas por km².

## Geografía
El municipio de Cedarville se encuentra ubicado en las coordenadas 35°35′15″N 94°21′48″O / 35.58750, -94.36333. Según la Oficina del Censo de los Estados Unidos, el municipio tiene una superficie total de 58.36 km², de la cual 58,36 km² corresponden a tierra firme y (0 %) 0 km² es agua.

## Demografía
Según el censo de 2010, había 1959 personas residiendo en el municipio de Cedarville. La densidad de población era de 33,57 hab./km². De los 1959 habitantes, el municipio de Cedarville estaba compuesto por el 91,12 % blancos, el 0,36 % eran afroamericanos, el 3,32 % eran amerindios, el 0,26 % eran asiáticos, el 0,82 % eran de otras razas y el 4,13 % eran de una mezcla de razas. Del total de la población el 1,23 % eran hispanos o latinos de cualquier raza.